# Ted (Film)
Ted ist eine US-amerikanische Filmkomödie aus dem Jahr 2012. Regisseur, Drehbuchautor, Koproduzent und Sprecher der titelgebenden Figur des Films war Family-Guy-Erfinder Seth MacFarlane. Der Kinostart in Deutschland war am 2. August 2012. Für das Heimkino erschien in den Vereinigten Staaten und Großbritannien eine um sechs Minuten verlängerte Extended Edition, die aber bisher in Deutschland nicht erschienen ist.

## Handlung
Im Jahr 1985 bekommt der achtjährige John Bennett, ein Einzelkind aus Brockton, Massachusetts, zu Weihnachten einen großen Teddybären namens Teddy. Er wünscht sich, dass dieser lebendig und sein Freund wird. Durch eine Sternschnuppe erfüllt sich der Wunsch und Ted wird tatsächlich lebendig. Johns Eltern sind zunächst schockiert, doch schon bald wird Ted weltweit zur Berühmtheit. John und Ted schwören sich ewige Freundschaft.
27 Jahre später: John und Ted leben zusammen mit Johns Freundin Lori Collins in einem Vorort von Boston. Ted ist schon lange keine Medienberühmtheit mehr, aber er ist nach wie vor Johns bester Freund. Allerdings bringt dies auch einige Schwierigkeiten für die inzwischen vierjährige Beziehung zwischen John und Lori mit sich, für die Lori die Freundschaft zwischen John und Ted verantwortlich macht. Ted hat ein Problem mit Alkohol und anderen Drogen, und mit seinen Sex-Eskapaden hat er in den Augen von Lori keinen guten Einfluss auf John. Nun soll John sich entscheiden – für seinen besten Freund oder für seine Freundin.
Schließlich bringt Ted das Fass zum Überlaufen, als er in der gemeinsamen Wohnung mit vier Prostituierten Wahrheit oder Pflicht spielt und eine Mitspielerin Kot auf dem Boden hinterlässt – Ted muss die WG verlassen. Er zieht allein in ein Apartment und bewirbt sich als Verkäufer in einem Supermarkt, wo er zu einem Vorstellungsgespräch eingeladen wird. Dieses gestaltet Ted bewusst miserabel, er wird aber dennoch eingestellt, da der Chef von seinem extrem selbstbewussten und unflätigen Auftreten beeindruckt ist. In der Folge wird er sogar trotz sexueller Eskapaden am Arbeitsplatz weiter befördert.
Loris Chef Rex, der ihr offen, aber erfolglos nachstellt, lädt sie und John auf eine Party ein. Kaum dort angekommen, ruft Ted bei John an und informiert ihn darüber, dass er gerade mit ihrem gemeinsamen Idol Sam J. Jones, dem Hauptdarsteller des Films Flash Gordon, ebenfalls eine Party feiert. Ted überredet John, auf einen Sprung vorbeizuschauen, und John, der der Versuchung nicht widerstehen kann, stiehlt sich davon. Auf Teds Party feiert er zusammen mit Ted und Jones ausgelassen mit Alkohol und anderen Drogen, so dass er die Zeit vergisst. Lori bemerkt jedoch seine Abwesenheit und trennt sich von ihm.
John macht Ted für die Trennung verantwortlich und bricht den Kontakt zu ihm ab. Rex erfährt von der Trennung und lädt Lori zu einem Konzert von Norah Jones ein. Lori nimmt die Einladung nach langem Zögern an. Ted sucht erneut den Kontakt zu John, um dessen Beziehung zu retten. Dieser Hilfeversuch endet zunächst in einer heftigen Schlägerei zwischen Ted und John. Doch die beiden versöhnen sich wieder. John und Ted fahren zum Hatch Shell zum Norah-Jones-Konzert. Lori und Rex sind bereits anwesend. John singt für Lori auf der Bühne All Time High von Rita Coolidge, das Titellied aus Octopussy, wird aufgrund seines schlechten Vortrages aber vom Publikum ausgebuht. Lori erkennt jedoch, dass John sich um sie bemüht, und lässt Rex stehen.
Ted sucht das Gespräch mit Lori und erklärt sich ihr gegenüber bereit, für immer zu verschwinden. Kurz darauf wird er jedoch von Donny und dessen Sohn Robert entführt. Donny hat schon in der Vergangenheit vergeblich versucht, Ted als Geschenk für seinen Sohn von John abzukaufen. Als John und Lori die Entführer ausfindig machen, kommt es nach einer Verfolgungsjagd zu einem Kampf, bei dem Ted in zwei Teile zerrissen wird und stirbt. Zwar flicken John und Lori Ted in ihrer Wohnung wieder zusammen, er bleibt jedoch leblos. John ist äußerst niedergeschlagen und Lori erkennt, dass ein gemeinsames Leben mit John ohne Ted für sie nicht möglich ist. Abends erblickt sie eine Sternschnuppe, und ihr Wunsch erweckt Ted wieder zum Leben. Am nächsten Morgen macht John ihr einen Heiratsantrag. Schließlich werden die beiden von Sam J. Jones getraut.
Vor dem Abspann verrät die Erzählerstimme das weitere Schicksal der anderen Figuren:
- Ted wird zum Filialleiter befördert, nachdem er „von Tami-Lynns nacktem Hinterteil Kartoffelsalat aß“.
- Sam Jones zieht zurück nach L.A., wo er ein Comeback versucht und sich mit dem Superman-Darsteller Brandon Routh in Burbank ein Ein-Zimmer-Apartment teilt.
- Rex hat es aufgegeben, Lori zu umwerben. Er verfällt in eine tiefe Depression und verstirbt an amyotropher Lateralsklerose.
- Donny wird verhaftet, weil er ein Plüschtier entführt hat. Die Anklage wird jedoch fallengelassen, „als allen klar wurde, wie bescheuert das klingt“.
- Robert bekommt einen Fitnesstrainer, verliert sein Übergewicht und lebt nun als Schauspieler unter dem Pseudonym Taylor Lautner.

## Produktion
Die Filmproduktionsgesellschaft Universal Pictures arbeitete gemeinsam mit den Firmen Media Rights Capital, Fuzzy Door Productions, Bluegrass Films und Smart Entertainment an dem Filmprojekt. Mit einem Budget von 65 Millionen Dollar konnte der Film etwa 549 Millionen Dollar an den Kinokassen einspielen.

### Drehorte
Der Film wurde im US-Bundesstaat Massachusetts gedreht. Dabei dienten die Orte Norwood, Chelsea, Swampscott und Boston als Schauplätze. Im Fenway Park, dem Baseballstadion der Boston Red Sox, wurde eine Nachtszene gedreht.

### Synchronisation
Die deutsche Synchronfassung entstand bei der FFS Film- & Fernseh-Synchron. Das Dialogbuch schrieb Tobias Neumann, die Dialogregie übernahm Axel Malzacher. Zusätzlich zur normalen hochdeutschen Synchronfassung liefen ab 6. September 2012 auch Sprachversionen, in denen die Figur des Ted mit berlinerischem oder bairischem Dialekt sprach. Diese zusätzlichen Sprachversionen liefen nur in ausgewählten Kinos in den jeweiligen Regionen.
| Rolle               | Schauspieler      | Deutscher Sprecher |
| ------------------- | ----------------- | ------------------ |
| John Bennet         | Mark Wahlberg     | Oliver Mink        |
| Lori Collins        | Mila Kunis        | Anja Stadlober     |
| Ted (Stimme)        | Seth Macfarlane   | Jan Odle           |
| Donny               | Giovanni Ribisi   | Gerrit Schmidt-Foß |
| Robert              | Aedin Mincks      | Henning Katz       |
| Rex                 | Joel McHale       | Norman Matt        |
| Guy                 | Patrick Warburton | Stefan Fredrich    |
| Tanya               | Laura Vandervoort | Giuliana Jakobeit  |
| Michelle            | Melissa Ordway    | Maria Koschny      |
| Thomas (Johns Boss) | Matt Walsh        | Peter Flechtner    |
| Tami-Lynn           | Jessica Barth     | Magdalena Turba    |
| Frank               | Bill Smitrovich   | Roland Hemmo       |
| sie selbst          | Norah Jones       | Luise Helm         |
| Jarred (cameo)      | Ryan Reynolds     | Dennis Schmidt-Foß |
| er selbst           | Tom Skerritt      | Arne Elsholtz      |
| er selbst           | Sam J. Jones      | Jürgen Kluckert    |
| Hellen Bennet       | Alex Borstein     | Iris Artajo        |
| Erzähler (Stimme)   | Patrick Stewart   | Christian Rode     |

## Filmmusik
Der Soundtrack zum Film erschien bei Universal Republic Records, einem Label der Universal Music Group, am 26. Juni 2012. Er enthält die Filmmusik von Walter Murphy und weitere Lieder aus dem Film. Seth MacFarlane schrieb das Eröffnungsthema „Everybody Needs a Best Friend“ zusammen mit Murphy. Dieses Lied war als Bester Filmsong bei den Oscars 2013 nominiert.
Weitere Stücke, die nicht auf dem Soundtrack vorkommen, stammen unter anderem von Queen (aus dem Soundtrack zu Flash Gordon „Football Fight“, „Battle Theme“ und „The Hero“), aus der Fernsehserie Knight Rider („Titelsong“), von den Bee Gees („Stayin’ Alive“) und von John Williams („The Imperial March“).
Anders als bei Komödien zu erwarten, hat Ted keinen witzig klingenden, sondern einen gefühlsbetonten orchestralen Score. Besondere Erwähnung findet der Einbau des Indiana-Jones-Themas von John Williams aus dem Film Jäger des verlorenen Schatzes in „Ted Is Captured“ / „Raiders of the Lost Ark“.

### Titelliste
Alle Lieder des Soundtracks stammen von Walter Murphy, sofern nicht anders angegeben:
1. „Everybody Needs a Best Friend“ – Norah Jones
2. „The Power of Wishes“
3. „Thunder Buddies for Life“
4. „John and Lori at Work“ / „A Walk in the Park“
5. „Magical Wish“
6. „Rex’s Party (Everybody Needs a Best Friend)“
7. „The Breakup“
8. „Never Be Scared of Thunder Again“
9. „Ted Is Captured“ / „Raiders of the Lost Ark“
10. „The Car Chase“ / „Fenway Pursuit“
11. „Climbing the Tower“ / „She’s Your Thunder Buddy Now“
12. „Saving Ted“ / „Lori’s Wish“
13. „The Proposal“ / „The Wedding“
14. „End Titles“
15. „Flash’s Theme“ von Queen
16. „Sin“ von Daphné
17. „Only Wanna Be with You“ von Hootie & the Blowfish
18. „Come Away with Me“ von Norah Jones
19. „All Time High (From The Motion Picture Octopussy)“ von Rita Coolidge
20. „I Think We’re Alone Now“ von Tiffany
21. „Thunder Buddies“ von Seth MacFarlane & Mark Wahlberg

### Der Donnersong
Der Donnersong wird in einer Szene des Films von Mark Wahlberg (John) und Seth MacFarlane (Ted) gesungen, um deren Angst vor dem Donner zu verbergen. Die Melodie basiert auf dem Traditional Oh! Susannah.
Am 24. August 2012 erschien ein Remix des Donnersongs, der vom DJ-Team Brisby & Jingles in Zusammenarbeit mit DJ D.M.H remixt und als Single herausgebracht wurde. Er platzierte sich in den Top 30 der deutschen, österreichischen und Schweizer Single-Charts.

## Rezeption

### Kritiken
„‚Ted‘ ist auf sympathische Weise ordinär und obszön, er behandelt durchaus auch das private und sexuelle Leben eines ganz normalen amerikanischen männlichen Teddys mit gesundem, von keinem Tabu bedrängten Triebleben – und kommt dabei um gewisse Zwiespältigkeiten nicht herum. […] Es ist die Infantilität des amerikanischen Way of Life, die Seth MacFarlane sichtbar macht, indem er ihn auf den Körper eines Plüschbären projiziert.“

„Eine Komödie um das Loslassen der Kindheit, was sich in dem sympathisch frechen, impertinenten Teddy verkörpert. Zwar gelingt es dem Film zu wenig, die Grundidee zu einer originellen Handlung auszubauen, gleichwohl unterhält er weitgehend dank zahlreicher popkultureller Bezüge.“

### Auszeichnungen
Ted war für etliche Filmpreise nominiert und gewann den Empire Award 2013 als Beste Komödie sowie den MTV Movie Award für das Beste Filmpaar.
Nominiert wurde das Lied „Everybody Needs A Best Friend“ von Walter Murphy und Seth MacFarlane als bester Filmsong für die Oscarverleihung 2013. Weitere Nominierungen gab es unter anderem bei den Saturn Awards (Bester Fantasyfilm), den MTV Movie Awards (Bester Filmkuss, Beste Schauspielerin und weitere) und den Teen Choice Awards (Choice Movie Voice und drei weitere).

## Fortsetzung
Im Juni 2015 hatte die Fortsetzung Ted 2 Premiere, die jedoch nicht an den Erfolg des ersten Teils anknüpfen konnte. Im Januar 2024 erschien zudem eine TV-Serie, deren Handlung als Prequel zeitlich vor dem ersten Film stattfindet.